# TheDailyBugle.net
Cloak and Dagger WandaVision
TheDailyBugle.net est une série numérique américaine de fausses informations servant à plusieurs campagnes de marketing viral créées par Sony Pictures. Basée sur l'agence de presse fictive du même nom apparaissant dans plusieurs publications Marvel Comics—les vidéos YouTube ont initialement commencé comme marketing pour le film Spider-Man: Far From Home de l'Univers cinématographique Marvel (MCU), et traitent des événements majeurs dépeints dans le MCU et plus tard dans les films du Sony's Spider-Man Universe (SSU), avec la troisième saison exclusivement diffusées sur TikTok.
La première saison de l'émission de nouvelles met en vedette J. K. Simmons dans le rôle de J. Jonah Jameson, reprenant son rôle des films MCU et de la trilogie Spider-Man de Sam Raimi. Plusieurs autres acteurs reprennent leurs rôles des films, tandis que des images d'archives d'autres sont également utilisées. Les premières vidéos ont été publiées d'octobre à novembre 2019, se concentrant sur les suites immédiates de Spider-Man: Far From Home. Une deuxième saison, menant aux événements de la suite Spider-Man: No Way Home et mettant en vedette Angourie Rice reprenant son rôle de Betty Brant, a commencé en novembre 2021. Une troisième saison, menant aux événements du film SSU Morbius et mettant en vedette Nicque Marina dans une version fictive d'elle-même, est sortie en mars 2022, séparément des vidéos de No Way Home. Les vidéos sont accompagnées de matériels de marketing supplémentaires, tels que des articles Web et des publications sur les réseaux sociaux dans l'univers. La série a été bien accueillie, considérée comme meilleure que les campagnes de marketing viral moyennes, et comme une expansion amusante et perspicace du MCU pour les fans de la franchise.

## Synopsis
TheDailyBugle.net mène une campagne de dénigrement contre Spider-Man, révélant son identité secrète et publiant des articles biaisés contre lui, sous la direction de J. Jonah Jameson.

## Épisodes

### Campagne Spider-Man: Far From Home (2019)
- Épisode 1 : Mysterio Final Moments (23 octobre 2019)
- Épisode 2 : Footage From Tower Bridge Attack (29 octobre 2019)
- Épisode 3 : Spider-Man is a Menace! (29 octobre 2019)
- Épisode 4 : Spider-Man Unmasked (30 octobre 2019)
- Épisode 5 : Coney Island re-opened years after devastating crash (6 novembre 2019)
- Épisode 6 : London Attack — Tower Bridge Bill Blues (20 novembre 2019)

### Campagne Spider-Man: No Way Home (2021-2022)
- Épisode 1 : Hi TikTok! Welcome to The Daily Bugle! Follow us for breaking news on Spider-Man you can't get anywhere else. (24 novembre 2021)
- Épisode 2 : Tell us you hate Spider-Man without telling us... (even if you don't actually hate him). (24 novembre 2021)
- Épisode 3 : Join us as an intern of The Daily Bugle, no experience required! Get our reporter pack from our in bio. (24 novembre 2021)
- Épisode 4 : Lightning and sand storms in NYC? Find out who's behind it all in our latest report! (2 décembre 2021)
- Épisode 5 : Do YOU have what it takes to become a reporter for The Daily Bugle? Duet this and show us if you can handle this #Teleprompter Challenge! (3 décembre 2021)
- Épisode 6 : Daily Bugle Exclusive: a chat with one of Peter Parker's teachers, Coach Wilson. (7 décembre 2021)
- Épisode 7 : Daily Bugle Exclusive: meet author Eugene "Flash" Thompson — the creator of the name "Spider-Man." (10 décembre 2021)
- Épisode 8 : Daily Bugle Exclusive: a sit-down with Peter Parker's best friend, Ned Leeds. (10 décembre 2021)
- Épisode 9 : Join us and play Put A Finger Down: Daily Bugle Edition! (15 décembre 2021)
- Épisode 10 : Breaking News! Peter Parker aka. Spider-Man has been released! (17 décembre 2021)
- Épisode 11 : A Daily Bugle exclusive sit-down with Spider-Menace himself, Peter Parker (20 décembre 2021)
- Épisode 12 : I was definitely hired for my journalist skills and no other reason, right?? (23 décembre 2021)
- Épisode 13 : Get your fix on Daily Bugle Supplements today! #Sponsored (6 janvier 2022)
- Épisode 14 : TheDailyBugle.net: EXCLUSIVE – Web of Lies! (5 avril 2022)
- Épisode 15 : TheDailyBugle.net: EXCLUSIVE – Sticky Street Job (5 avril 2022)
- Épisode 16 : TheDailyBugle.net: EXCLUSIVE – Spider-Sycophant (8 avril 2022)
- Épisode 17 : TheDailyBugle.net – Spider-Menace Tip Line (14 avril 2022)
- Épisode 18 : TheDailyBugle.net: EXCLUSIVE – "Savies" A New Menace Emerges (29 avril 2022)
- Épisode 19 : TheDailyBugle.net: EXCLUSIVE – The Spider-Menace Strikes Again! (29 avril 2022)

### CampagneMorbius(2022)
- Épisode 1 : BREAKING NEWS about Dr. Michael Morbius from our NEW social correspondent (18 mars 2022)
- Épisode 2 : This just in: Dr. Michael Morbius is missing! Stitch this video with any info about his whereabouts! (24 mars 2022)
- Épisode 3 : Developing story: Dr. Michael Morbius has been found looking... healthier than ever. (29 mars 2022)
- Épisode 4 : A super creature spotted in New York City! Could Dr. Michael Morbius be involved? @nicquemarina reports from the safety of her closet. (31 mars 2022)

## Distribution et personnages
- J. K. Simmons dans le rôle de J. Jonah Jameson (saisons 1-2), le présentateur de The Daily Bugle qui mène une campagne de dénigrement médiatique contre le justicier Spider-Man[1],[2],[3].
- Angourie Rice dans le rôle de Betty Brant (saison 2), la camarade de classe de Peter Parker au lycée de Midtown School et une nouvelle stagiaire non rémunérée à The Daily Bugle chargée de son compte TikTok. Elle tente souvent de contrer la diffamation de Jameson envers Parker, ayant connu personnellement ce dernier, à la grande consternation de Jameson[4],[5].
- Nicque Marina dans son propre rôle (saison 3), une correspondante sociale à The Daily Bugle qui rend compte de la vague de crimes de Dr. Michael Morbius.

D'autres acteurs reprennent leurs rôles des films du Marvel Cinematic Universe (MCU), notamment :
- Tony Revolori dans le rôle d'Eugène "Flash" Thompson, un influenceur sur les réseaux sociaux et une star d'intérêt.
- Hannibal Buress dans le rôle de l'entraîneur Wilson, un professeur de gym à Midtown High
- Jacob Batalon dans le rôle de Ned Leeds[6].
- Tom Holland dans le rôle de Peter Parker / Spider-Man.
- Jake Gyllenhaal apparaît en tant que Quentin Beck / Mysterio via des images d'archives de Spider-Man: Far From Home[7].

Dans la troisième saison, des images de Jared Leto et Adria Arjona dans les rôles de Dr. Michael Morbius et Martine Bancroft du film de l'univers cinématographique Sony Morbius sont utilisées.

## Production
De 2002 à 2007, le personnage de J. Jonah Jameson a été présenté dans la trilogie de films live-action réalisés par Sam Raimi, servant de source majeure humoristique tout au long de la série, conservant une aversion pour Spider-Man et prenant plaisir à tout ce qui pourrait le discréditer ou le diffamer, mais reste un homme bon au fond.
Après avoir repris le rôle dans de nombreux projets d'animation, Simmons a exprimé son intérêt pour reprendre le rôle en live-action dans la duologie The Amazing Spider-Man de Marc Webb en avril 2014, si le studio lui offrait le rôle. Simmons a finalement repris son rôle en tant que version réimaginée de J. Jonah Jameson dans une réalité alternative dans Spider-Man: Far From Home, sorti aux États-Unis le 2 juillet 2019, faisant de lui le premier personnage live-action à être incarné par le même acteur dans deux franchises différentes, reprenant également le rôle en tant que même incarnation du personnage dans le Sony's Spider-Man Universe. Contrairement à sa représentation originale, J. Jonah Jameson apparaît en tant qu'animateur de TheDailyBugle.net, une plateforme vidéo de type "InfoWars" sensationnaliste.
Le réalisateur Jon Watts a noté que la performance de Simmons était excessive dans les films de Raimi, mais maintenant cette même performance a des comparaisons réelles, comme Alex Jones. Selon Kevin Feige, les changements dans le monde réel ont également signifié que déplacer le personnage d'un éditeur de journal à un "journaliste d'extrême droite qui crie devant la caméra" avait plus de sens. Simmons a déclaré que lui et Watts n'étaient pas "d'accord" sur la représentation contemporaine du personnage dans le film par rapport à sa performance dans les films de Raimi.
Simmons a annoncé qu'il avait signé pour jouer J. Jonah Jameson dans davantage de films dans le MCU et le SSU; après la sortie en médias domestiques de Spider-Man: Far From Home par Sony Pictures Home Entertainment en numérique le 17 septembre 2019, et en Ultra HD Blu-ray, Blu-ray et DVD le 1er octobre, une série de courts-métrages de marketing viral mettant en vedette Simmons, développant son rôle et se déroulant immédiatement après les événements de Far From Home en animant le faux programme d'actualités TheDailyBugle.net, y compris un compte Twitter officiel,.
Des images de Simmons en tant que Jameson, supposées être une partie de la campagne promotionnelle de Spider-Man: No Way Home, apparaissent dans la scène de mi-crédits du film SSU 2021 Venom: Let There Be Carnage,; cela a été officiellement publié dans le cadre de la campagne de No Way Home sur YouTube, intitulé "Web of Lies!", en avril 2022. Simmons est revenu en tant que J. Jonah Jameson, avec Tony Revolori également reprenant son rôle d'Eugène "Flash" Thompson. Marvel a collaboré avec Sony Pictures pour produire les vidéos, qui suivent le personnage dans l'immédiat après les événements de Spider-Man: Far From Home, et la préparation de Spider-Man: No Way Home, tout en présentant de nombreux easter eggs pour le MCU, y compris des événements tels que la carrière criminelle et l'arrestation d'Adrian Toomes.
En plus des images d'archives de Tom Holland et Jake Gyllenhaal des films Spider-Man, les vidéos utilisent également du matériel original, et des images montrant les conséquences des attaques de Mysterio. La deuxième saison, principalement diffusée sur TikTok et plus tard sur YouTube, met en vedette Angourie Rice dans le rôle de Betty Brant aux côtés de Simmons, dépeinte comme une nouvelle stagiaire non rémunérée à TheDailyBugle.net chargée de son compte TikTok. La troisième saison, exclusivement diffusée sur TikTok et se déroulant dans le SSU, met en vedette Nicque Marina dans son propre rôle, dépeinte comme une nouvelle correspondante sociale à The Daily Bugle qui rend compte de la vague de crimes de Dr. Michael Morbius ; les vidéos de No Way Home sont diffusées dans un ordre non chronologique par rapport aux événements du film.

## Sortie
La première saison a été mise en ligne sur la chaîne YouTube de TheDailyBugle.net, avec certains épisodes qui ont fait leurs débuts dans des publications telles que Facebook. Les vidéos de TheDailyBugle.net apparaissent également en tant que bonus sur la version Blu-ray de Spider-Man: Far From Home (2019). Les deuxième et troisième saisons ont été mises en ligne sur la chaîne TikTok de TheDailyBugle.net, avec le site officiel redirigé vers celle-ci. 

### Matériel supplémentaire
D'autres contenus publiés pour les campagnes de marketing viral incluent des publications continues sur les réseaux sociaux tels que Twitter et Instagram, ainsi qu'une version réelle du site web fictif TheDailyBugle.net. Inspiré par des sites web "poussant la conspiration" du monde réel tels que celui d'Alex Jones, le site web présente Simmons reprenant son rôle de Jameson dans une vidéo où il s'exprime contre Spider-Man et en soutien à Mysterio, avant d'ajouter "Merci de regarder. N'oubliez pas de liker et de vous abonner !"
Le site web inclut des témoignages de supposées victimes du "claquement de doigts", y compris une personne qui se plaint d'avoir disparu dans une situation dangereuse et d'avoir été grièvement blessée lorsqu'elle est réapparue. Cela contredit une déclaration de Feige disant que quiconque se trouvait dans une telle situation serait réapparu en toute sécurité. Plusieurs jours après que cela ait été souligné, le site web a été mis à jour pour dire que cette histoire avait été fabriquée pour une demande d'indemnisation d'assurance ; avec le lancement de la campagne Spider-Man No Way Home en novembre 2021, le site web a été redirigé vers le compte TikTok de TheDailyBugle.net.

## Réception

### Réaction critique
Aaron Perine de ComicBook.com a salué la décision de faire revenir Simmons dans le rôle du personnage, résumant son apparition avec le mème "Quand vous possédez un rôle à tel point que le premier reboot ne montre pas votre personnage et que le deuxième reboot (MCU) vous ramène directement", accompagné d'une photographie de Simmons dans Sam Raimi's Spider-Man 2 (2004) riant aux éclats.
Josh Weiss de Syfy Wire a complimenté la série web et le site web associé, exprimant l'espoir que ce ne soit pas un événement isolé, car Sony peut exploiter cela pour amplifier l'excitation pour la prochaine entrée.
Jessica Fisher de Geek Tyrant a décrit l'apparition de Simmons comme "géniale mais pas époustouflante" dans sa critique du premier épisode.
Eric Diaz de Nerdist a qualifié le rôle de Simmons de "véritable délice", affirmant que même si Simmons n'avait pas sa coupe de cheveux signature, les fans étaient plus que satisfaits de sa version mise à jour de Jonah, et a également décrit le site web associé comme une "stratégie marketing intelligente" avec une esthétique similaire à celle de certains blogs conspirationnistes célèbres.

### Distinctions
La campagne TikTok pour Spider-Man: No Way Home a été nommée pour un Shorty Awards dans la catégorie divertissement.